# Łukasz Kubik
Łukasz Kubik (ur. 2 kwietnia 1978 roku w Krakowie) – polski piłkarz, najczęściej grający na pozycji środkowego, prawego pomocnika. Trener UEFA A.

## Życiorys
Łukasz Kubik jest młodszym bratem Arkadiusza i, podobnie jak on, jest wychowankiem Cracovii. W klubie tym zadebiutował w III lidze w wieku 17 lat, a zawodnikiem podstawowego składu został w roku 1996. W roku 1997 wyjechał do Belgii, gdzie został zawodnikiem KRC Harelbeke, w którym to klubie grał już jego brat. Początkowo nie był zawodnikiem pierwszego składu. Zmieniło się to w sezonie 1998/1999 po tym, kiedy to zadebiutował w I lidze belgijskiej. W klubie z Harelbeke grał do roku 2001. W międzyczasie był podstawowym zawodnikiem reprezentacji olimpijskiej, która brała udział w eliminacjach do Igrzysk Olimpijskich. W roku 2001 przeszedł do belgijskiego drugoligowca KV Mechelen, z którym awansował do I ligi. Wiosną 2003 roku grał w Excelsiorze Mouscron. W tym samym roku wrócił do Polski, by reprezentować drugoligową Cracovię, która zamierzała walczyć o awans do I ligi. Nie przekonał do siebie trenera oraz działaczy, których skrytykował za warunki treningowe panujące w Cracovii, wskutek czego klub rozwiązał z nim kontrakt. Kubik wyjechał na testy do FC Den Bosch, ale w wyniku zawiłości związanych z wysokością kontraktu dla zawodników spoza Unii Europejskiej, klub zrezygnował z jego usług. Po tym fakcie trafił do pierwszoligowego rumuńskiego klubu, Argeș Pitești. Po wygaśnięciu kontraktu z tym klubem przeszedł do greckiego drugoligowego Levadiakos, w którym to klubie na ogół grał w podstawowym składzie i awansował z nim do pierwszej ligi. Po zakończeniu sezonu 2004/2005 przeszedł wraz z bratem do Jagiellonii Białystok. Grając nierówno, Kubik reprezentował ten klub tylko pół roku, po czym trafił do Lechii Gdańsk. W klubie tym, mimo świetnych występów w sparingach, spisywał się słabo, wskutek czego w lidze zagrał tylko trzy mecze, po czym został przesunięty do zespołu rezerw. Latem 2006 roku podpisał roczny kontrakt z greckim trzecioligowym klubem, ÓF Ierápetras, jednakże odszedł z niego po pół roku na skutek niewypłacalności klubu. W lutym 2007 roku Kubik podpisał kontrakt z Odrą Opole, który został rozwiązany z końcem rundy jesiennej. W 2008 roku grał w dwóch klubach: trzecioligowej Polonii Słubice oraz A-klasowym Zwierzynieckim KS Kraków. Między 2009 a 2010 występował w KS Bronowiance Kraków awansując z nią do V ligi krakowsko-wadowickiej. W 2011 występował w MKS Kalwarianka Kalwaria Zebrzydowska. Od 2012 nieprzerwanie występuje w klubie Bronowianka Kraków. Od 2017 r. Trener UEFA A, grający Trener w KS Bronowianka Kraków. Trener juniorów młodszych MKS Krakus Nowa Huta. Wcześniej Trener młodzików w MKS Cracovii Kraków. Zasiada w Zarządzie KS Bronowianka Kraków.

## Kariera
| Sezon     | Klub                    | Liga           | Mecze | Gole |
| --------- | ----------------------- | -------------- | ----- | ---- |
| 1994/1995 | Cracovia                | III liga       | 1     | 0    |
| 1995/1996 | Cracovia                | II liga        | 15    | 2    |
| 1996/1997 | Cracovia                | II liga        | 31    | 1    |
| 1997/1998 | KRC Harelbeke           | Jupiler League | 0     | 0    |
| 1997/1998 | Cracovia                | II liga        | 10    | 1    |
| 1998/1999 | KRC Harelbeke           | Jupiler League | 24    | 1    |
| 1999/2000 | KRC Harelbeke           | Jupiler League | 33    | 1    |
| 2000/2001 | KRC Harelbeke           | Jupiler League | 20    | 3    |
| 2001/2002 | KV Mechelen             | II liga        | 33    | 4    |
| 2002/2003 | KV Mechelen             | Jupiler League | 15    | 1    |
| 2002/2003 | Excelsior Mouscron      | Jupiler League | 12    | 1    |
| 2003/2004 | Cracovia                | II liga        | 10    | 0    |
| 2003/2004 | Argeș Pitești           | Divizia A      | 9     | 0    |
| 2004/2005 | Levadiakos              | Beta Ethniki   | 26    | 0    |
| 2005/2006 | Jagiellonia Białystok   | II liga        | 9     | 0    |
| 2005/2006 | Lechia Gdańsk           | II liga        | 3     | 0    |
| 2006/2007 | ÓF Ierápetras           | Gamma Ethniki  | 16    | 2    |
| 2006/2007 | Odra Opole              | II liga        | 16    | 2    |
| 2007/2008 | Odra Opole              | II liga        | 19    | 0    |
| 2007/2008 | Polonia Słubice         | III liga       | 8     | 0    |
| 2008/2009 | Zwierzyniecki KS Kraków | A-klasa        | 14    | 4    |
| 2009/2010 | Bronowianka Kraków      | V liga         | 30    | 2    |
| 2010/2011 | Kalwarianka Kalwaria Z. | V liga         | 14    | 1    |
| 2011/2012 | Bronowianka Kraków      | V liga         | 30    | 7    |
| 2012/2013 | Bronowianka Kraków      | V liga         | 26    | 7    |
| 2013/2014 | Bronowianka Kraków      | V liga         | 23    | 6    |
| 2014/2015 | Bronowianka Kraków      | V liga         | 26    | 4    |
| 2015/2016 | Bronowianka Kraków      | V liga         | 24    | 6    |
| 2016/2017 | Bronowianka Kraków      | V liga         | 26    | 11   |
| 2017/2018 | Bronowianka Kraków      | V liga         | 14    | 1    |
| 2018/2019 | Bronowianka Kraków      | V liga         | 26    | 3    |
| 2019/2020 | Bronowianka Kraków      | V liga         |       |      |